# Йозеф Цігер-Гронський

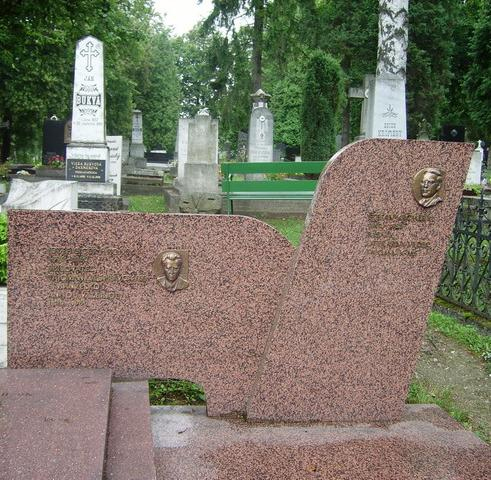
Могила Цигер-Гронського в Мартіні

Йозеф Цігер-Гронський (чеськ. Jozef Cíger-Hronský, 23 лютого 1896, Зволен, Словаччина — 13 липня 1960, Лухан, Аргентина) — словацький письменник, педагог, художник, редактор, публіцист і автор літератури для молоді.

## Виноски
1. 1 2  Find a Grave — 1996.
2. 1 2  Енциклопедія Брокгауз
3. ↑  Jozef Cíger-Hronský (словац.). Архів оригіналу за 18 квітня 2013. Процитовано 1 червня 2024.{{cite web}}:  Обслуговування CS1: bot: Сторінки з посиланнями на джерела, де статус оригінального URL невідомий (посилання)